# Phytostabilisation
La phytostabilisation est le recours à des plantes vasculaires pour réduire la mobilité et diffusion des polluants contenus dans un sol dans l'environnement : que ce soit sous forme de poussières, d'ions ou particules lessivés par l'eau, ou transportés par la faune (bioturbation), ces trois modes de transports de polluants étant généralement les premières causes de recontamination de l'environnement sur et autour des sites pollués. 
La phytostabilisation ne vise pas prioritairement la pollution, mais la fixation du polluant ; toutefois dans les cas où ce polluant est biodégradable, dégradable dans le temps ou s'il perd rapidement sa radioactivité dans le temps, un effet plus ou moins complet de dépollution peut être atteint. 
Le « tapis végétal » (mousses et lichens compris), ainsi que la rosée qu'il entretient - dans certaines conditions - contribuent à efficacement fixer plus ou moins durablement et localement nombre de polluants. 

Le tissu racinaire limite les effets de l'érosion éolienne et hydrique, ainsi que la circulation horizontale et verticale de certains ions toxiques.
Cette technique est localement utilisée pour - provisoirement - protéger des sols pollués par des métaux et métalloïdes, pesticides, solvants, explosifs, pétrole brut et ses dérivés, radionucléides ou d'autres contaminants.

## Facteurs d'efficacité
- Les polluants ne doivent pas migrer facilement dans le sol (c'est le cas du plomb dans les matrices[1] (sols) basiques ou riches en complexes argilo-humiques par exemple) ;
- Les polluants ne doivent pas être accessibles aux organismes herbivores, ou aux insectes pollinisateurs via le pollen par exemple, ce qui implique :
  - le choix de plantes appropriées qui ne bioaccumulent pas les polluants en question,
  - une gestion du site visant à éliminer d'autres plantes susceptibles de bioaccumuler les toxiques qu'on cherche à stabiliser.
- Un certain seuil de toxicité ne doit pas être dépassé pour la plante : un sol trop pollué tue les plantes qui y poussent ou inhibe fortement leur croissance, obérant toute phytostabilisation.
- Un contrôle hydraulique, ou phytohydrorégulation[2]  optimise utilement l'effet stabilisant de la strate végétale (généralement une strate herbacée, parfois accompagnée de plantations d'arbres, espacés pour que la lumière permette la croissance du tapis végétal au sol).
Via leur évapotranspiration, certaines plantes peuvent absorber l'eau de la lithosphère sans absorber assez de contaminants pour en mourir (et - dans quelques cas - apparemment sans en souffrir). En relâchant cette eau dans l'atmosphère, elles contribuent à entretenir (par nuits claires et sans vent) le phénomène de rosée qui fixe les poussières et de nombreux polluants, mais aussi à limiter la descente des toxiques du sol vers la nappe en entretenant une remontée de l'eau plus profonde par capillarité. Ce "pompage hydraulique" (traduction littérale de l'anglais) est entamé quand les racines atteignent les eaux souterraines et y prélèvent de larges volumes d'eau, en en contrôlant le gradient hydraulique et les migrations latérales de contaminants au sein de l'aquifère, mais en zone tempérée ou circumpolaire, ce « pompage biologique » aura un effet très saisonnier. Et en zone tropicale, ce type de protection est atténué par les pluies de moussons et leurs inondations.
- La configuration géologique joue un rôle important : si une couche argileuse ou perméable est sous-jacente, l'utilisation de plantes à forte évapotranspiration réduira efficacement le mouvement latéral (horizontal) des polluants.
- Les sols acides facilitant la circulation des toxiques, on utilise parfois des amendements basiques. Certains composés organiques ou minéraux, naturels ou artificiels peuvent aussi fixer chimiquement certains polluants dans le sol en limitant leur dispersion dans l'eau de surface ou souterraine ainsi que leur biodisponibilité. Certains chélateurs qui fixeraient efficacement (avec des ligants) des métaux lourds ou radionucléides peuvent cependant également fixer des ions utiles ou vitaux pour la plante, et provoquer des phénomènes de carence ou de mort de la plante.

### Effet rhizosphérique
La rhizosphère (volume de sol soumis à l'influence de l'activité racinaire) varie selon les plantes, le sol et la teneur en polluants qui diffère généralement selon l'emplacement et la profondeur sur un même site. La rhizosphère a un effet protecteur sur le sol, mais elle est aussi l'habitat de nombreux micro-organismes, et d'invertébrés tels que les vers de terre ou d'autres invertébrés qui peuvent se contaminer dans le sol et exporter (bioturbation) les toxiques qu'ils ont accumulé dans le réseau trophique. Ce risque est à examiner au cas par cas, selon le site et les polluants considérés. Il peut être limité en limitant l'attractivité du site pour les prédateurs de ces espèces.

### Contribution à la décontamination
La phytostabilisation ne traite pas la pollution. Elle ne vise qu'à réduire, au moins provisoirement, la mobilité des contaminants. 
La phytostabilisation peut en quelque sorte passivement contribuer à la décontamination dans le cas de polluants biodégradables ou « dégradables » dans le temps (Cf. notion de demi-vie). 
Mais on parle de phytoremédiation si c'est la plante elle-même qui contribue à dégrader le polluant pour le métaboliser ou le stocker (la phytoextraction permettant alors l'exportation et le traitement des plantes qui ont bioaccumulé le toxique. On parlera de mycoremédiation si ce sont des champignons qui extraient ou dégradent les polluants.

## Expérimentation
Phytostab, projet de l'INERIS et de l'École des Mines de Douai (2007 - 2009) visait à étudier la phytostabilisation dite aidée par des amendements fertilisants et/ou stabilisants de sols pollués par les métaux. La méthode a été testée à Lallaing (Nord) sur 9 parcelles de sédiments de curage du canal de la Scarpe contaminés par du cadmium et de l'arsenic, du zinc, plomb, cuivre... Trois parcelles ont été ensemencées en fétuque rouge et trois en canche cespiteuse, deux poacées (graminées) européennes métallorésistantes, les autres parcelles servant de témoin. Un déchet de fabrication d'acier (très riche en chaux pour abaisser le pH du sol) dit "amendement sidérurgique ", et de l'hydroxyapatite (riche en phosphate de calcium) ont été ajoutés au sol. Les plantes ont protégé le sol de l'érosion et ont absorbé et fixé dans leurs racines (et moindrement dans leurs feuilles) des quantités significatives de métaux. Pour stabiliser le cadmium et le zinc, les meilleurs résultats ont été obtenus avec la canche poussant sur l'amendement sidérurgique. Le foncier reprend de la valeur et les effets pour la biodiversité semblent également avoir été positifs, les espèces locales apparaissant spontanément sur le substrat une fois que les métaux y ont été rendus moins mobiles. Dans certains cas (maîtrise foncière à long terme, polluants dégradables), la technique est une alternative rentable aux systèmes plus lourds d'extraction ou traitement du sol ex situ ou in situ.

## Conclusion
Sauf dans le cas de polluants rapidement dégradables, un sol phytostabilisé n'est en aucun cas un sol dépollué. 

Néanmoins, après un stade provisoire de stabilisation, d'autres plantes peuvent éventuellement aussi - à certaines conditions - contribuer à la dépollution, par des techniques de phytoremédiation.

Sur les petites surfaces, la pose d'une bâche plastique, d'une étanchéité (type géomembrane) ou le traitement ex-situ du sol, ou sa mise en décharge contrôlée peuvent être plus efficaces et utiles. 
Sur les vastes surfaces, ou là où les moyens financiers manquent, la phytostabilisation, puis la phytoremédiation sont souvent moins coûteux que les procédés traditionnels de dépollution.

Cette solution ne convient pas aux sols trop pollués, trop arides pour laisser vivre les plantes, et elle est moins efficace dans les zones soumises à de fortes pluies et inondations.

## Sources et Références
1. ↑  Baldock, J. A., Sljemstad, J. O. (2000) Role of the soil matrix and minerals in protecting natural organic materials against biological attack. Organic Geochemistry 31: 697-710
2. ↑   Federal Remediation Technologies Roundtable, Remediation Technologies Screening Matrix and Reference Guide, 4-31 - In-situ biological treatment/Phytoremediation.
3. ↑  Ineris : Rapport Sites pollués : étude de l’efficacité des techniques de phytoremédiation Le projet PHYTOSTAB, publié 22 juin 2010
4. ↑  Quand les espèces végétales dépolluent les sols SITES ET SOLS POLLUES - Actu-Environnement.com - 24/06/2010